# هانس پیتر بروندمو
هانس پیتر بروندمو (به انگلیسی: Hans Peter Brondmo) (زاده ۲۲ ژوئن ۱۹۶۲) دانشمند رایانه و کارآفرین فناوری آمریکایی-نروژی است. او در سال ۲۰۱۶ معاون گوگل ایکس و مدیر کل پروژه ربات‌های روزمره شد. او قبلاً در شرکت اپل در زمینه توسعه هایپرکارد کار می‌کرد، استارت آپ‌هایی را در بازاریابی آنلاین و رسانه‌های اجتماعی تأسیس کرد و همچنین سمت‌های اجرایی در شرکت نوکیا و گوگل داشت.

## دوران اولیه زندگی و تحصیلات
بروندمو در واترویل، مین به دنیا آمد، اما قبل از یک سالگی به نروژ نقل مکان کرد و خارج از شهر هونفوس، شمال غربی اسلو بزرگ شد. او در مدارس دولتی تحصیل کرد و یک سال در ارتش نروژ قبل از بازگشت به ایالات متحده برای تحصیل در رشته علوم رایانه در موسسه فناوری ماساچوست خدمت کرد. در زمانی که در موسسه فناوری ماساچوست بود، به عنوان همکار پژوهشی در سازمان اروپایی پژوهش‌های هسته‌ای کارآموزی کرد و در برنامه کارشناسی ارشد در آزمایشگاه رسانه MIT و برنامه فناوری و سیاست MIT ثبت نام کرد. بروندمو عضوی از گروه تحقیقاتی سینمای تعاملی MIT و تلاش اولیه در روایت داستان ویدیویی تعاملی به رهبری گلوریانا داونپورت بود. او با اختراع نوعی آیکون گرافیک رایانه‌ای متحرک معروف به میکون یا "نماد حرکتی" توصیف شده در مستند بی‌بی‌سی «هاپرلند» در سال ۱۹۹۰ توسط داگلاس آدامز شناخته می‌شود.

## حرفه
پس از اتمام دوره کارشناسی، در سال ۱۹۸۷ بروندمو، اسنپی سافتور، یک شرکت نرم‌افزاری سیستم‌های خبره را با سرمایه‌گذاری اولیه از اپل کامپیوتر تأسیس کرد. سال بعد او به اپل کامپیوتر پیوست و در برنامه هایپرکارد این شرکت از ژاپن کار کرد. در سال ۱۹۹۰ او دی‌آی‌وی‌ای یا دیجیتال ویدیو اپلیکیشن را در کمبریج تأسیس کرد و در آنجا به عنوان مدیر مهندسی این شرکت خدمت کرد. دی‌آی‌وی‌ای، که اولین اسپین آف تجاری از میدیا لب بود، یک برنامه ویرایش ویدیو مبتنی بر مکینتاش به نام ویدئوشاپ را توسعه داد و در سال ۱۹۹۳  توسط آوید تکنولوژی خریداری شد. بروندمو در مور دیویدو ونچرز کارآفرین شد. در سال ۱۹۹۷ او پست کامیونیکیشن را تأسیس کرد که خدمات بازاریابی ایمیلی سفارشی‌سازی شده را ارائه می‌کرد که با دادن کنترل به گیرنده بر جریان اطلاعات بازاریابی متمایز بود. پست کامیونیکیشن بعداً به شرکت بازاریابی آنلاین نتسنتیوز فروخته شد. او در سال ۲۰۰۲ کتاب «مشتری درگیر: قوانین جدید بازاریابی مستقیم اینترنتی» را منتشر کرد. بروندمو در سال ۲۰۰۵  پلام ونچرز را راه‌اندازی کرد، یک سرویس شبکه اجتماعی که برای گروه‌های کوچکی از دوستان و خانواده در نظر گرفته شده است. در پاییز ۲۰۰۹ پلام توسط بخش نقشه‌برداری نوکیا خریداری شد. در نوکیا او تیم پروژه‌ای را برای اختراع مجدد دوربین در عصر گوشی‌های هوشمند رهبری کرد. پس از اینکه نوکیا تجارت تلفن همراه خود را به مایکروسافت فروخت، این محصول تجاری نشد. در سال ۲۰۱۳، او به طور مشترک در یک کلاس عکاسی محاسباتی در آزمایشگاه رسانه موسسه فناوری ماساچوست تدریس کرد. در سال ۲۰۱۶، بروندمو توسط گوگل ایکس استخدام شد تا به این شرکت کمک و تلاش‌های خود را در زمینه رباتیک سازماندهی کند.

## کتاب‌ها و مقالات
- بروندمو، هانس پیتر. مشتری درگیر: قوانین جدید بازاریابی مستقیم اینترنتی انگلستان: پیاتکوس، ۲۰۰۲.
- https://www.wired.com/2017/03/how-i-stopped-trying-to-upgrade-my-life/
- https://www.wired.com/2015/12/how-do-you-beat-iphone/

## گواهی کنگره
گواهی کنگره در مورد حریم خصوصی اینترنت
گواهی کنگره در مورد هرزنامه ایمیل